# Foelifuka
Foelifuka (auch: Focato) ist eine unbewohnte Insel in der tonganischen Inselgruppe Vavaʻu.

## Geographie
Foelifuka ist eine der westlichsten Inseln im Archipel Vavaʻu. Sie liegt am westlichen Rand des Atolls in der Verlängerung von Hunga und Fofoa, zusammen mit ihrer „kleinen Schwester“ Foeata. Sie bildet mit Foeata und Vakaʻeitu im Südosten den Eingang zum Ava Pulepulekai-Kanal.

## Klima
Das Klima ist tropisch heiß, wird jedoch von ständig wehenden Winden gemäßigt. Ebenso wie die anderen Inseln der Vavaʻu-Gruppe wird Foelifuka gelegentlich von Zyklonen heimgesucht.